# Zamek w Czernielowie Mazowieckim
Zamek w Czernielowie Mazowieckim – obecnie w miejscowości Soborne. Zamek obronny; jego ruiny istniały jeszcze w drugiej połowie XIX w.